# Lök (växtdel)

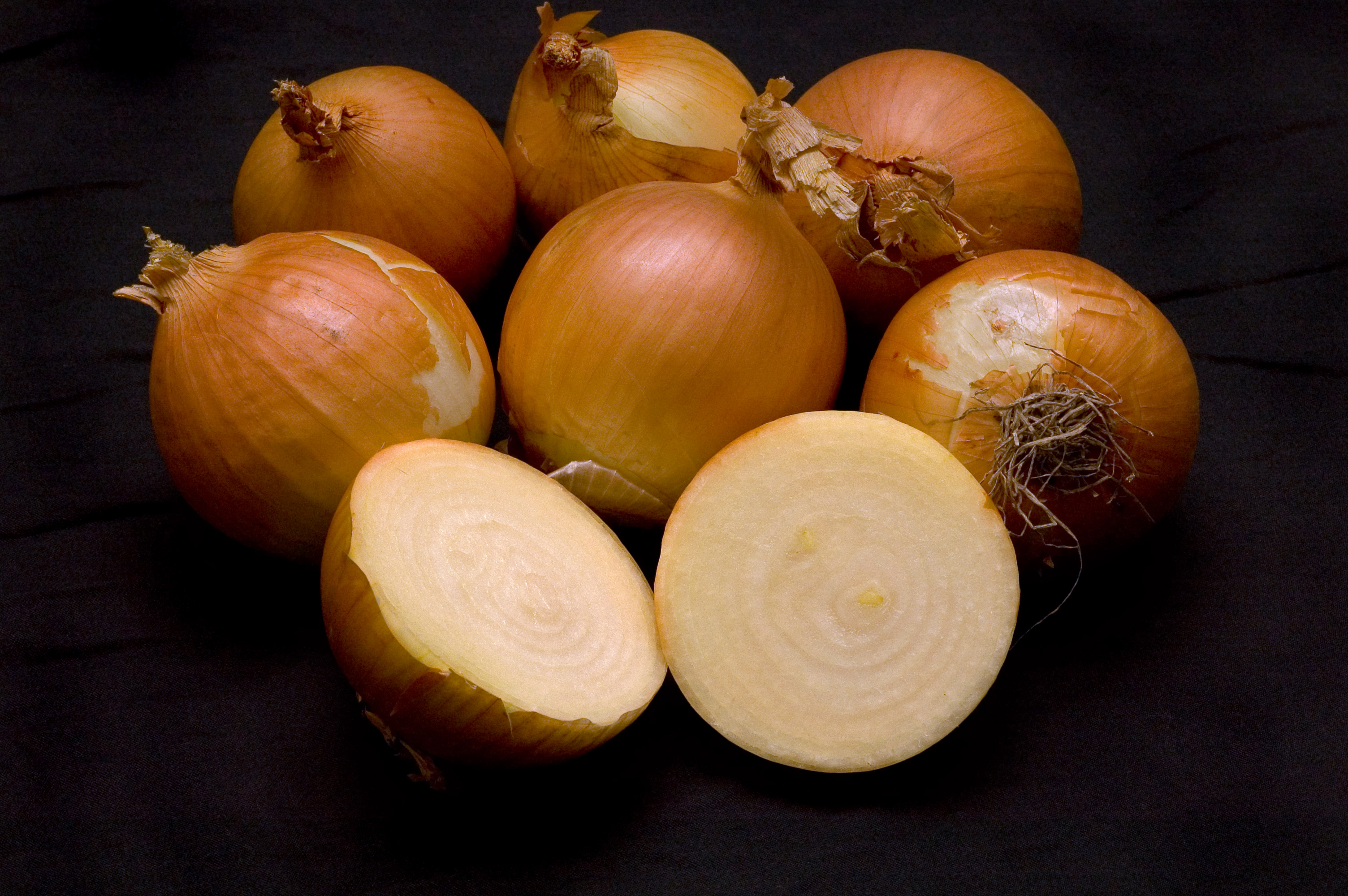
Lök hos gul lök (Allium cepal)

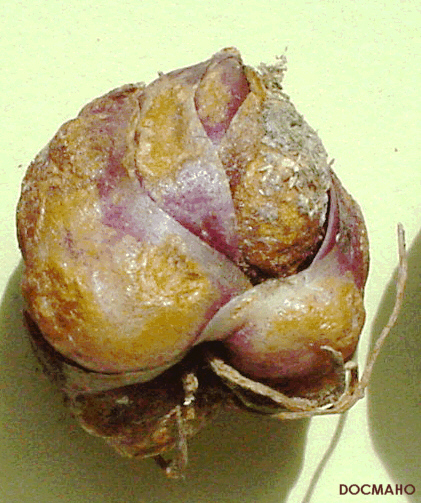
Lök med lökfjäll hos elfenbenslilja (Lilium nepalense

En lök är en underjordisk, klotformad växtdel som lagrar näring under växtens viloperiod. Den förekommer främst hos lilje- och amaryllisväxter.

## Beskrivning
Löken består en kort platt stam, med rötter nedåt och tjocka blad uppåt. Som mestadels underjordisk kan en lök ses som en sorts växtrot. Den delar också rotens funktion av att lagra näring och förbereda nya skott/plantor för nästa växtperiod.
Lagren i en lök är blad som lagrat vatten och näring som förberedelse på en övervintringsperiod (eller i torra områden, en översomringsperiod). De yttersta bladen är torra och förstärkta med fibrer eller stenceller och bildar ett lökskal.
Hos till exempel liljesläktet (Lilium) är lökbladen endast sammanväxta vid basen, vilket gör att löken ser ut som en tallkotte. Dessa lökblad kallas lökfjäll.
Lökväxter är kulturväxter som odlas för lökens skull, oftast som prydnadsblommor. Några andra växter som bildar lökar är arterna i tulpansläktet (Tulipa) och amaryllissläktet (Hippeastrum).

## Oäkta lökar
Många så kallade lökväxter bildar egentligen inga äkta lökar utan rotknölar, som hos krokussläktet (Crocus) eller Cyclamen.

## Matlagning
I matlagning är gul lök, röd lök, schalottenlök och purjolök vanliga som ingredienser – se matlök.

## Källhänvisningar
1. 1 2   lök i Nationalencyklopedins nätupplaga. Läst 12 februari 2015.
2. ↑  ”rot”. ne.se. https://www.ne.se/uppslagsverk/encyklopedi/l%C3%A5ng/rot. Läst 23 januari 2019.